# Winston-Salem Open 2014
Winston-Salem Open 2014 — тенісний турнір, що проходив на кортах з твердим покриттям у місті Вінстон-Сейлем, США з 18 серпня. Належав до категорії ATP World Tour 250.

## Фінальна частина

### Одиночний розряд
Лукаш Росол —  Єжи Янович 3–6, 7–6(7–3), 7–5

### Парний розряд
Хуан Себастьян Кабаль /  Роберт Фара —  Джеймі Маррей /  Джон Пірс (тенісист) 6–3, 6–4